# Franz Frohnapfel
Franz Frohnapfel (ur. 1913, zm. 14 listopada 1947 w Landsberg am Lech) – zbrodniarz nazistowski, oficer raportowy w obozie koncentracyjnym Dachau i SS-Hauptscharführer.
Członek Waffen-SS. W czasie II wojny światowej pełnił funkcję Rapportführera (oficera raportowego odpowiedzialnego za apele więźniów) w Dachau. Jeden z głównych wykonawców egzekucji w tym obozie koncentracyjnym (szczególnie podczas wiosny 1942). Miał na sumieniu życie wielu więźniów, w tym jeńców radzieckich. Oprócz tego torturował więźniów.
Frohnapfel po zakończeniu wojny został osądzony przez amerykański Trybunał Wojskowy wraz z dwoma innymi członkami załogi Dachau (Aloisem Hippem i Ernstem Angererem). Proces odbył się w dniach 26 listopada – 3 grudnia 1946 roku. Za udowodnione zbrodnie Franz Frohnapfel skazany został na karę śmierci przez powieszenie. Wyrok wykonano w połowie listopada 1947 roku w więzieniu Landsberg.